# Coupe du monde de snowboard 2014-2015
Navigation
Édition précédente Édition suivante
La Coupe du monde de snowboard 2014-2015 est la 21e saison de la Coupe du monde de snowboard organisé par la Fédération internationale de ski. Elle débute le 4 décembre 2014 à Copper Mountain aux États-Unis et se termine le 21 mars 2015 à La Molina en Espagne.

## Programme
19 épreuves (au lieu de 21) sont organisés en individuel à la fois chez les hommes et chez les femmes et est composé de telle sorte :
- 9 épreuves de Slalom
  - 5 épreuves de Slalom Parallèle
  - 4 épreuves de Slalom-Géant Parallèle
- 7 épreuves de Freestyle (au lieu de 8)
  - 2 épreuves de Half-pipe (au lieu de 3)
  - 3 épreuves de Slopestyle
  - 2 épreuves de Big-Air
- 3 épreuves de Snowboard-Cross (au lieu de 4)

De plus, 2 épreuves sont disputés par équipe en Slalom Parallèle.
3 épreuves de Cross devaient se dérouler par équipe mais ont finalement été annulées.
Ces épreuves se déroulent sur 11 étapes en Europe, 4 en Amérique du Nord et 1 en Asie, soit 16 étapes au total. 
Ci-dessous, la localisation des épreuves (hormis Asahikawa, au Japon) :
| \| Copper Mountain Squaw Valley Stoneham Park City \| Sites des compétitions en Amérique du Nord |
| Copper Mountain Squaw Valley Stoneham Park City                                                  |

| \| Carezza Montafon Istanbul Bad Gastein Rogla Sudelfeld Spindleruv Mlyn Winterberg Moscou Veysonnaz La Molina \| Sites des compétitions en Europe |
| Carezza Montafon Istanbul Bad Gastein Rogla Sudelfeld Spindleruv Mlyn Winterberg Moscou Veysonnaz La Molina                                        |

## Classements

### Slalom

#### Général
| Rang | Nom                | Points |
| ---- | ------------------ | ------ |
| 1    | Zan Kosir          | 6250   |
| 2    | Roland Fischnaller | 4588   |
| 3    | Justin Reiter      | 3680   |
| 4    | Andrey Sobolev     | 3490   |
| 5    | Benjamin Karl      | 3452   |

| Rang | Nom               | Points |
| ---- | ----------------- | ------ |
| 1    | Julie Zogg        | 4740   |
| 2    | Marion Kreiner    | 4470   |
| 3    | Ester Ledecká     | 3900   |
| 4    | Sabine Schöffmann | 3760   |
| 5    | Julia Dujmovits   | 3586   |

#### Slalom Parallèle
| Rang | Nom                | Points |
| ---- | ------------------ | ------ |
| 1    | Zan Kosir          | 3250   |
| 2    | Roland Fischnaller | 3180   |
| 3    | Benjamin Karl      | 2660   |
| 4    | Justin Reiter      | 2370   |
| 5    | Andrey Sobolev     | 1770   |

| Rang | Nom                  | Points |
| ---- | -------------------- | ------ |
| 1    | Julie Zogg           | 2950   |
| 2    | Sabine Schöffmann    | 2610   |
| 3    | Hilde-Katrine Engeli | 2050   |
| 4    | Patrizia Kummer      | 2040   |
| 5    | Claudia Riegler      | 2030   |

#### Slalom-Géant Parallèle
| Rang | Nom                | Points |
| ---- | ------------------ | ------ |
| 1    | Zan Kosir          | 3000   |
| 2    | Vic Wild           | 2139   |
| 3    | Andrey Sobolev     | 1720   |
| 4    | Roland Fischnaller | 1408   |
| 5    | Alexander Bergmann | 1370   |

| Rang | Nom             | Points |
| ---- | --------------- | ------ |
| 1    | Marion Kreiner  | 3000   |
| 2    | Ester Ledecka   | 2050   |
| 3    | Julie Zogg      | 1790   |
| 4    | Tomoka Takeuchi | 1690   |
| 5    | Julia Dujmovits | 1646   |

### Freestyle

#### Général
| Rang | Nom             | Points |
| ---- | --------------- | ------ |
| 1    | Janne Korpi     | 2940   |
| 2    | Petja Piiroinen | 1820   |
| 3    | Taylor Gold     | 1800   |
| -    | Zhang Yiwei     | 1800   |
| 5    | Sebbe De Buck   | 1550   |

| Rang | Nom             | Points |
| ---- | --------------- | ------ |
| 1    | Cheryl Maas     | 4600   |
| 2    | Klaudia Medlova | 2560   |
| 3    | Kelly Clark     | 2000   |
| 4    | Ella Suitiala   | 1710   |
| 5    | Ty Walker       | 1650   |

#### Half-Pipe
| Rang | Nom            | Points |
| ---- | -------------- | ------ |
| 1    | Zhang Yiwei    | 1800   |
| -    | Taylor Gold    | 1800   |
| 3    | Gregory Bretz  | 860    |
| 4    | Kent Callister | 780    |
| 5    | Jake Pates     | 620    |

| Rang | Nom             | Points |
| ---- | --------------- | ------ |
| 1    | Kelly Clark     | 2000   |
| 2    | Arielle Gold    | 1600   |
| 3    | Xuetong Cai     | 1100   |
| 4    | Hannah Teter    | 820    |
| 5    | Clémence Grimal | 810    |

#### Slopestyle
| Rang | Nom                | Points |
| ---- | ------------------ | ------ |
| 1    | Janne Korpi        | 2100   |
| 2    | Petja Piiroinen    | 1050   |
| 3    | Michael Ciccarelli | 1000   |
| -    | Lucien Koch        | 1000   |
| -    | Eric Willett       | 1000   |

| Rang | Nom             | Points |
| ---- | --------------- | ------ |
| 1    | Cheryl Maas     | 3000   |
| 2    | Klaudia Medlova | 1640   |
| 3    | Ella Suitiala   | 1190   |
| 4    | Karly Shorr     | 1160   |
| 5    | Elena Koenz     | 1100   |

#### Big Air
| Rang | Nom             | Points |
| ---- | --------------- | ------ |
| 1    | Seppe Smits     | 1000   |
| -    | Darcy Sharpe    | 1000   |
| 3    | Jonas Boesiger  | 800    |
| -    | Tyler Nicholson | 800    |
| 5    | Petja Piiroinen | 770    |

| Rang | Nom             | Points |
| ---- | --------------- | ------ |
| 1    | Cheryl Maas     | 1600   |
| 2    | Ty Walker       | 1180   |
| 3    | Klaudia Medlova | 920    |
| 4    | Sina Candrian   | 800    |
| -    | Lia-Mara Bösch  | 800    |

### Cross
| Rang | Nom                  | Points |
| ---- | -------------------- | ------ |
| 1    | Lucas Eguibar        | 2090   |
| 2    | Alex Pullin          | 1700   |
| 3    | Nikolay Olyunin      | 1560   |
| 4    | Kevin Hill           | 1360   |
| 5    | Christopher Robanske | 1000   |

| Rang | Nom                 | Points |
| ---- | ------------------- | ------ |
| 1    | Nelly Moenne-Loccoz | 2400   |
| 2    | Dominique Maltais   | 1900   |
| 3    | Michela Moioli      | 1900   |
| 4    | Chloé Trespeuch     | 1400   |
| 5    | Belle Brockhoff     | 1300   |

## Calendrier et podiums

### Hommes

#### Slalom
| Date             | Lieu           | Épreuve                | Vainqueur          | Second          | Troisième           |
| ---------------- | -------------- | ---------------------- | ------------------ | --------------- | ------------------- |
| 16 décembre 2014 | Carezza        | Slalom Géant Parallèle | Roland Fischnaller | Zan Kosir       | Jasey Jay Anderson  |
| 18 décembre 2014 | Montafon       | Slalom Parallèle       | Roland Fischnaller | Zan Kosir       | Mirko Felicetti     |
| 9 janvier 2015   | Bad Gastein    | Slalom Parallèle       | Zan Kosir          | Christoph Mick  | Patrick Bussler     |
| 31 janvier 2015  | Rogla          | Slalom Géant Parallèle | Vic Wild           | Mirko Felicetti | Zan Kosir           |
| 7 février 2015   | Sudelfeld (de) | Slalom Géant Parallèle | Andrey Sobolev     | Vic Wild        | Zan Kosir           |
| 28 février 2015  | Asahikawa      | Slalom Géant Parallèle | Zan Kosir          | Patrick Bussler | Stanislav Detkov    |
| 1er mars 2015    | Asahikawa      | Slalom Parallèle       | Zan Kosir          | Justin Reiter   | Mirko Felicetti     |
| 7 mars 2015      | Moscou         | Slalom Parallèle       | Justin Reiter      | Benjamin Karl   | Roland Fischnaller  |
| 14 mars 2015     | Winterberg     | Slalom Parallèle       | Roland Fischnaller | Benjamin Karl   | Konstantin Shipilov |

#### Freestyle
| Date             | Lieu            | Épreuve    | Vainqueur                         | Second                            | Troisième                         |
| ---------------- | --------------- | ---------- | --------------------------------- | --------------------------------- | --------------------------------- |
| 6 décembre 2014  | Copper Mountain | Half-Pipe  | Taylor Gold                       | Zhang Yiwei                       | Ben Ferguson                      |
| 20 décembre 2014 | Istanbul        | Big Air    | Seppe Smits                       | Jonas Boesiger                    | Brandon Davies                    |
| 20 février 2015  | Stoneham        | Big Air    | Darcy Sharpe                      | Tyler Nicholson                   | Eric Beauchemin                   |
| 21 février 2015  | Stoneham        | Slopestyle | Michael Ciccarelli                | Janne Korpi                       | Keita Inamura                     |
| 22 février 2015  | Stoneham        | Half-Pipe  | Epreuve annulée (manque de neige) | Epreuve annulée (manque de neige) | Epreuve annulée (manque de neige) |
| 27 février 2015  | Park City       | Slopestyle | Eric Willett                      | Charles Guldemond                 | Eric Beauchemin                   |
| 1er mars 2015    | Park City       | Half-Pipe  | Zhang Yiwei                       | Taylor Gold                       | Kent Callister                    |
| 14 mars 2015     | Spindleruv Mlyn | Slopestyle | Lucien Koch                       | Janne Korpi                       | Petja Piiroinen                   |

#### Cross
| Date             | Lieu         | Épreuve | Vainqueur                           | Second                              | Troisième                           |
| ---------------- | ------------ | ------- | ----------------------------------- | ----------------------------------- | ----------------------------------- |
| 18 décembre 2014 | Montafon     | Cross   | Epreuves annulées (manque de neige) | Epreuves annulées (manque de neige) | Epreuves annulées (manque de neige) |
| 7 mars 2015      | Squaw Valley | Cross   | Epreuves annulées (manque de neige) | Epreuves annulées (manque de neige) | Epreuves annulées (manque de neige) |
| 14 mars 2015     | Veysonnaz    | Cross   | Lucas Eguibar                       | Nikolay Olyunin                     | Kevin Hill                          |
| 15 mars 2015     | Veysonnaz    | Cross   | Alex Pullin                         | Lucas Eguibar                       | Kevin Hill                          |
| 21 mars 2015     | La Molina    | Cross   | Christopher Robanske                | Alex Deibold                        | Alex Pullin                         |

### Femmes

#### Slalom
| Date             | Lieu           | Épreuve                | Vainqueur            | Second             | Troisième       |
| ---------------- | -------------- | ---------------------- | -------------------- | ------------------ | --------------- |
| 16 décembre 2014 | Carezza        | Slalom Géant Parallèle | Marion Kreiner       | Caroline Calve     | Amelie Kober    |
| 18 décembre 2014 | Montafon       | Slalom Parallèle       | Sabine Schoeffmann   | Amelie Kober       | Alena Zavarzina |
| 9 janvier 2015   | Bad Gastein    | Slalom Parallèle       | Ester Ledecka        | Patrizia Kummer    | Julie Zogg      |
| 31 janvier 2015  | Rogla          | Slalom Géant Parallèle | Marion Kreiner       | Ina Meschik        | Selina Joerg    |
| 7 février 2015   | Sudelfeld (de) | Slalom Géant Parallèle | Ester Ledecka        | Julie Zogg         | Marion Kreiner  |
| 28 février 2015  | Asahikawa      | Slalom Géant Parallèle | Julia Dujmovits      | Julie Zogg         | Ester Ledecka   |
| 1er mars 2015    | Asahikawa      | Slalom Parallèle       | Julie Zogg           | Sabine Schoeffmann | Julia Dujmovits |
| 7 mars 2015      | Moscou         | Slalom Parallèle       | Claudia Riegler      | Julie Zogg         | Patrizia Kummer |
| 14 mars 2015     | Winterberg     | Slalom Parallèle       | Hilde-Katrine Engeli | Selina Joerg       | Alena Zavarzina |

#### Freestyle
| Date             | Lieu            | Épreuve    | Vainqueur                         | Second                            | Troisième                         |
| ---------------- | --------------- | ---------- | --------------------------------- | --------------------------------- | --------------------------------- |
| 6 décembre 2014  | Copper Mountain | Half-Pipe  | Kelly Clark                       | Arielle Gold                      | Hannah Teter                      |
| 20 décembre 2014 | Istanbul        | Big Air    | Ty Walker                         | Sina Candrian                     | Cheryl Maas                       |
| 20 février 2015  | Stoneham        | Big Air    | Cheryl Maas                       | Lia-Mara Bösch                    | Klaudia Medlova                   |
| 21 février 2015  | Stoneham        | Slopestyle | Cheryl Maas                       | Jessica Jenson                    | Klaudia Medlova                   |
| 22 février 2015  | Stoneham        | Half-Pipe  | Epreuve annulée (manque de neige) | Epreuve annulée (manque de neige) | Epreuve annulée (manque de neige) |
| 27 février 2015  | Park City       | Slopestyle | Cheryl Maas                       | Karly Shorr                       | Elena Koenz                       |
| 1er mars 2015    | Park City       | Half-Pipe  | Kelly Clark                       | Arielle Gold                      | Xuetong Cai                       |
| 14 mars 2015     | Spindleruv Mlyn | Slopestyle | Cheryl Maas                       | Klaudia Medlova                   | Ella Suitiala                     |

#### Cross
| Date             | Lieu         | Épreuve | Vainqueur                           | Second                              | Troisième                           |
| ---------------- | ------------ | ------- | ----------------------------------- | ----------------------------------- | ----------------------------------- |
| 18 décembre 2014 | Montafon     | Cross   | Epreuves annulées (manque de neige) | Epreuves annulées (manque de neige) | Epreuves annulées (manque de neige) |
| 7 mars 2015      | Squaw Valley | Cross   | Epreuves annulées (manque de neige) | Epreuves annulées (manque de neige) | Epreuves annulées (manque de neige) |
| 14 mars 2015     | Veysonnaz    | Cross   | Michela Moioli                      | Nelly Moenne-Loccoz                 | Chloé Trespeuch                     |
| 15 mars 2015     | Veysonnaz    | Cross   | Dominique Maltais                   | Nelly Moenne-Loccoz                 | Chloé Trespeuch                     |
| 21 mars 2015     | La Molina    | Cross   | Charlotte Bankes                    | Nelly Moenne-Loccoz                 | Lindsey Jacobellis                  |

### Par Équipe
| Date             | Lieu         | Épreuve          | Vainqueur                                                   | Second                                                      | Troisième                                                   |
| ---------------- | ------------ | ---------------- | ----------------------------------------------------------- | ----------------------------------------------------------- | ----------------------------------------------------------- |
| 19 décembre 2014 | Montafon     | Cross            | Épreuve annulée (manque de neige)                           | Épreuve annulée (manque de neige)                           | Épreuve annulée (manque de neige)                           |
| 19 décembre 2014 | Montafon     | Slalom Parallèle | Italie Nadya Ochner Roland Fischnaller                      | Russie Natalia Soboleva Andrey Sobolev                      | Japon Tomoka Takeuchi Masaki Shiba                          |
| 10 janvier 2015  | Bad Gastein  | Slalom Parallèle | Suisse Patrizia Kummer Nevin Galmarini                      | Russie Svetlana Boldykova Valery Kolegov                    | Russie Natalia Soboleva Andrey Sobolev                      |
| 8 mars 2015      | Squaw Valley | Cross            | Épreuve annulée (manque de neige)                           | Épreuve annulée (manque de neige)                           | Épreuve annulée (manque de neige)                           |
| 15 mars 2015     | Veysonnaz    | Cross            | Épreuve annulée et Remplacée par des épreuves individuelles | Épreuve annulée et Remplacée par des épreuves individuelles | Épreuve annulée et Remplacée par des épreuves individuelles |